# Arreskov Sø
Arreskov Sø este o arie protejată (arie de protecție specială avifaunistică — SPA) din Danemarca întinsă pe o suprafață de 654 ha, integral pe uscat.

## Localizare
Centrul sitului Arreskov Sø este situat la coordonatele 55°09′29″N 10°17′59″E / 55.158056°N 10.299722°E.

## Înființare
Situl Arreskov Sø a fost declarat arie de protecție specială avifaunistică în mai 1983 pentru a proteja 9 specii de animale.

## Biodiversitate
Situată în ecoregiunea continentală, aria protejată nu include niciun habitat protejat.
La baza desemnării sitului se află mai multe specii protejate de  păsări (9): rață lingurar (Anas clypeata), gâscă cenușie (Anser anser), rața moțată (Aythya fuligula), buhai de baltă (Botaurus stellaris), erete de stuf (Circus aeruginosus), codalb (Haliaeetus albicilla), vultur pescar (Pandion haliaetus), viespar (Pernis apivorus), chiră de baltă (Sterna hirundo).